# Industrial Bank (Cina)
La Industrial Bank Co., Ltd. (興業銀行T, 兴业银行S, Xīngyè YínhángP), è una banca commerciale con sede a Fuzhou, provincia del Fujian della Repubblica popolare cinese. Nel 2023, l'azienda si è classificata al 60º posto nella classifica Forbes Global 2000.
Dal 2007 è quotata alla Borsa di Shanghai.

## Storia
Il 26 agosto 1988, il Consiglio di Stato cinese e la Banca popolare cinese approvarono la creazione della Industrial Bank. Il suo nome ufficiale è "Industrial Bank (China)". Il 3 marzo 2003 è stata ribattezzata "Industrial Bank Co., Ltd.". È una delle prime banche commerciali per azioni approvate dal Consiglio di Stato e dalla Banca popolare cinese.
Il 5 febbraio 2007, la Industrial Bank è stata quotata alla Borsa di Shanghai (codice borsa: 601166) con un capitale di 10,786 miliardi di RMB.
Nel marzo 2012, il totale attivo della Industrial Bank ha raggiunto 2.629.398 milioni di RMB, il patrimonio netto ammontava a 123.957 milioni di RMB, l'utile netto per il primo trimestre è stato di 8.288 milioni di RMB e il rapporto NPL era dello 0,40%. Secondo la classifica "Top 1000 World Banks" pubblicata dalla rivista britannica The Banker nel 2011, la Industrial Bank si collocava al 75º posto nel totale delle attività e all'83° nel capitale di classe 1. La Industrial Bank ha aperto 79 filiali e 662 filiali secondarie.
Industrial Bank ha una filiale interamente controllata, Industrial Financial Leasing Co., Ltd., e una partecipazione di controllo in Union Trust Co., Ltd. Unità operative a livello di sede centrale come Financial Markets Center, Credit Card Center, Retail Banking Headquarters, il centro servizi bancari, il dipartimento VIC (Very Important Clients), di investment banking e di finanza dei futures operano a Shanghai e Pechino.

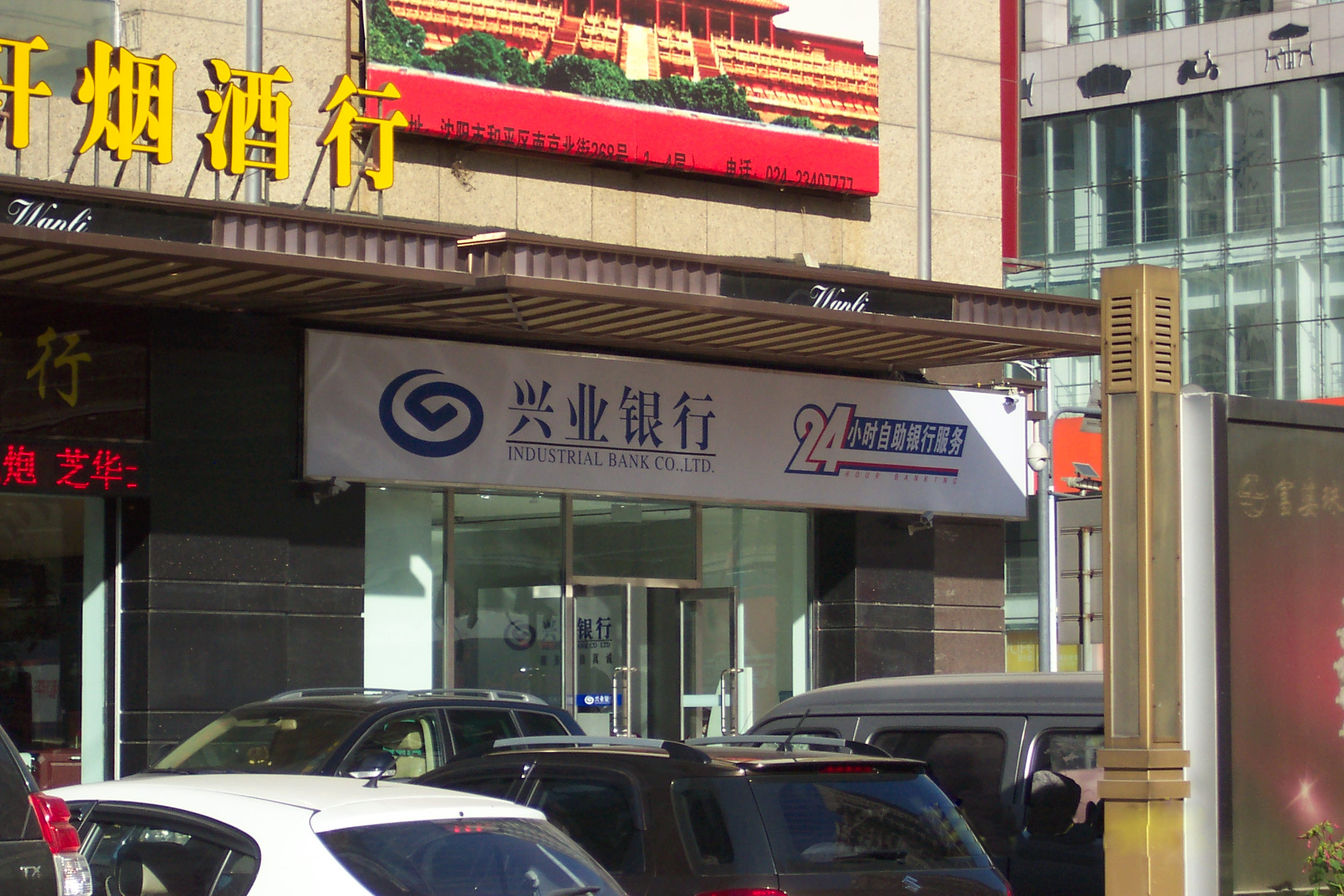
兴业银行股份有限公司 Filiale della Industrial Bank Company of China a Shenyang

Industrial Bank è uno dei pionieri della finanza verde in Cina, avendo adottato gli "Equator Principles" nel 2008. Dal 2015, la finanza verde è diventata il core business. ESG e clima sono inclusi nel sistema completo di gestione del rischio. La banca ha inoltre annunciato l'intenzione di ridistribuire 2 trilioni di RMB (280 miliardi di dollari) di prestiti di finanza verde ad almeno 55.000 clienti aziendali orientati alla finanza verde entro la fine del 2025. Entro settembre 2022, il volume dei prestiti verdi della banca era di 571 miliardi di yuan (più di 70 miliardi di dollari, l'11% dei prestiti totali della banca) e aveva fornito finanziamenti verdi per un valore di oltre 3mila miliardi di yuan (più di 420 miliardi di dollari) a 20.000 progetti.

## Controversie
Nell'aprile 2022 Bank of Shizuishan, Industrial Bank, CITIC Bank, SPD Bank, Bank of Hangzhou, Huaxia Bank, Harbin Bank e Bank of Handan sono state coinvolte in un caso di frode relativo a Lihe Jimin, una società di prestito privata cinese, per un importo che supera i 210 milioni di CN¥.